# Malard
Malard este un oraș din Iran.